# Дураков, Валентин Фёдорович
Валентин Фёдорович Дураков (1909-1975) — подполковник Советской Армии, участник Великой Отечественной войны, Герой Советского Союза (1945).

## Биография
Валентин Дураков родился 19 февраля 1909 года в Иркутске. В 1928 году окончил школу-семилетку, после чего работал в органах внутренних дел в Красноярском крае. В 1931 году Дураков был призван на службу в Рабоче-крестьянскую Красную Армию. В 1934 году он окончил Иркутскую военную авиационную школу техников, в 1939 году — Качинскую военную авиационную школу. С мая 1943 года — на фронтах Великой Отечественной войны. В июне 1944 года окончил Военно-воздушную академию.
К апрелю 1945 года майор Валентин Дураков был штурманом 999-го штурмового авиаполка 277-й штурмовой авиадивизии 1-й воздушной армии 3-го Белорусского фронта. К тому времени он совершил 114 боевых вылетов на штурмовку скоплений вражеской боевой техники и живой силы.
Указом Президиума Верховного Совета СССР от 29 июня 1945 года майор Валентин Дураков был удостоен высокого звания Героя Советского Союза с вручением ордена Ленина и медали «Золотая Звезда».
После окончания войны Дураков продолжил службу в Советской Армии. Окончил Высшую офицерскую школу штурманов. В 1954 году в звании подполковника Дураков был уволен в запас. Проживал в Ленинграде, работал в филиале «Лентрансагентства». Умер 11 ноября 1975 года, похоронен на Красненьком кладбище Санкт-Петербурга.

## Награды
Был также награждён двумя орденами Красного Знамени, орденами Суворова 3-й степени, Александра Невского, Отечественной войны 1-й степени, Красной Звезды, рядом медалей.